# Elisabeth Kopp
Elisabeth Kopp (Zürich, 16 december 1936 – Zumikon, 7 april 2023) was een Zwitsers politica. Ze was in 1984 het eerste vrouwelijke lid van de Bondsraad.

## Biografie

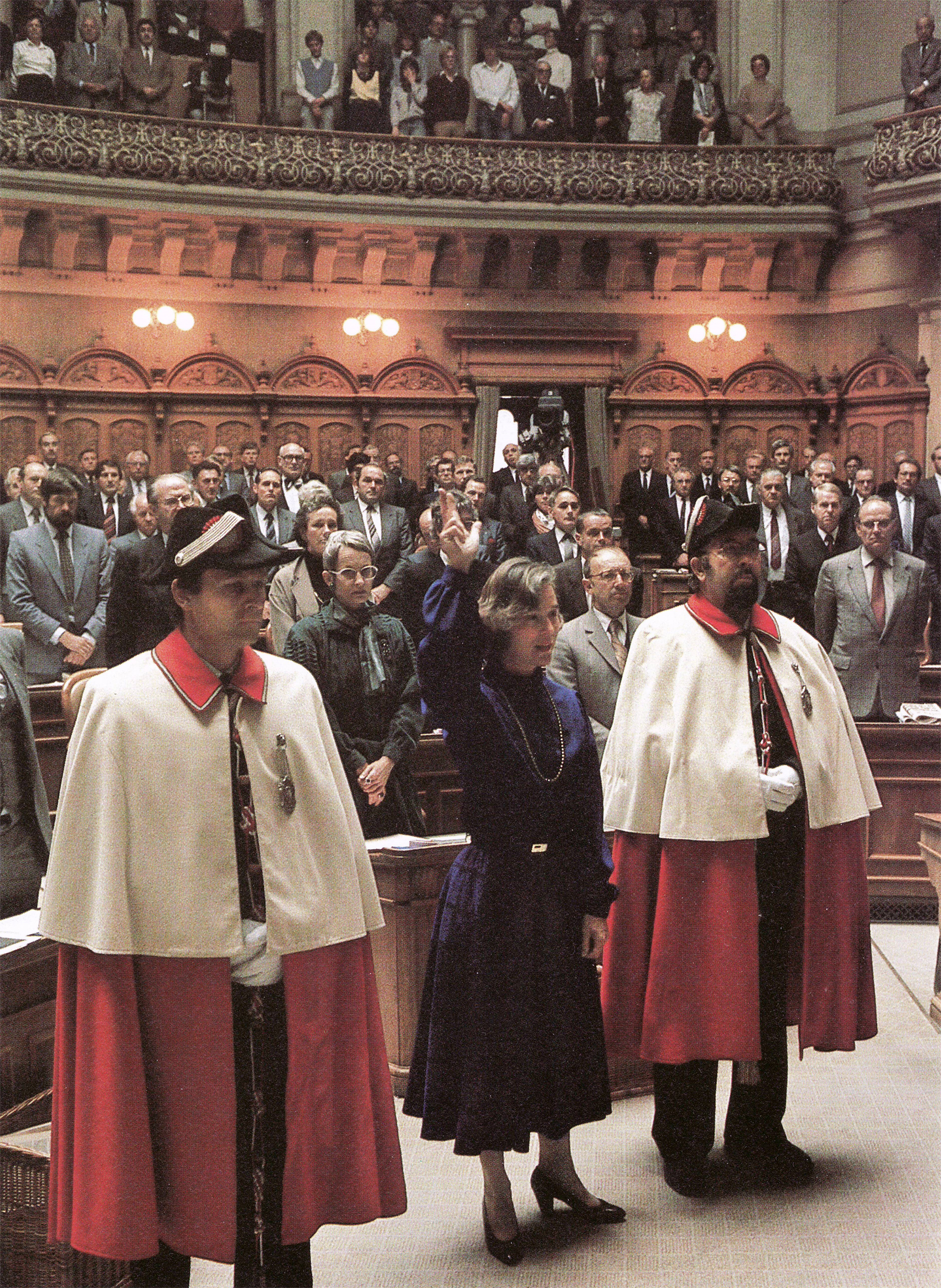
Eedaflegging van Elisabeth Kopp als eerste vrouw ooit in de Bondsraad. Bern, Federaal Paleis, 2 oktober 1984.

### Vroege carrière
Elisabeth Kopp, geboren als Anna Elisabeth Iklé, groeide op in Bern en studeerde rechten aan de Universiteit van Zürich. In 1957 werd ze lid van de vrouwenafdeling van de Vrijzinnige-Democratische Partij (FDP/PRD). Ze trouwde in 1960 met Hans W. Kopp, een advocaat. Samen kregen ze dochter. In 1969 werd Kopp verkozen als lid van de gemeenteraad van Zumikon, waarvan ze in 1974 voorzitster was. In 1972 werd ze lid van de kantonnale regering van Zürich. Van 1979 tot 1984 was ze lid van de Nationale Raad.

### Lid van de Bondsraad
Op 2 oktober 1984 werd ze vervolgens als eerste vrouw in de Bondsraad gekozen, waarvan ze lid bleef tot 21 januari 1989. Tijdens haar ambtstermijn beheerde ze het Departement van Justitie en Politie. Van 1 tot 21 januari 1989 was ze korte tijd vicepresident van Zwitserland.

### Schandaal en aftreden
Kopps echtgenoot, de jurist Hans W. Kopp, was lid van directies van diverse bedrijven. Hij was vicevoorzitter van de Libanese onderneming Shakarchi Trading AG. In september 1988 stelde men vast dat Shakarchi Trading AG mogelijk betrokken zou zijn bij criminele activiteiten zoals het witwassen van drugsgelden. Er werd een zeer vertrouwelijk onderzoek ingesteld. Kopp werd in kennis gesteld van dit onderzoek en belde haar man op met het advies om af te treden als vicevoorzitter van het bedrijf. Op 9 december 1988 schreef de Zwitserse krant Le Matin over het bewuste telefoongesprek. Kopp gaf het telefoontje meteen toe, maar de media eiste haar aftreden. Op 12 december 1988 diende Kopp haar ontslag in voor februari 1989, maar vanwege de aanhoudende mediadruk op haar persoon trad ze op 21 januari 1989 onmiddellijk af.
De eerstvolgende vrouw in de Bondsraad werd Ruth Dreifuss, die zetelde van 1993 tot 2002 en in 1999 de eerste vrouwelijke bondspresident van Zwitserland werd.